# Dominique Dropsy
Dominique Dropsy (9 de desembre de 1951 - 7 d'octubre de 2015) fou un futbolista francès.

## Selecció de França
Va formar part de l'equip francès a la Copa del Món de 1978.